# London SS
London SS war eine englische Hard-Rock- und Punk-Band, in der verschiedenste Punkgrößen spielten und die in The Clash aufging.

## Geschichte
Die Band wurde im März 1975 von Mick Jones und dem Bassisten Tony James gegründet, um Musik im Stil von Mott the Hoople und The Faces zu machen. Sie schalteten eine Anzeige im Melody Maker um weitere Bandmitglieder zu finden. Nachdem u. a. der junge Patrik Fitzgerald abgewiesen worden war, bildete sich schließlich im Studio von Matt Dangerfield eine Besetzung mit Jones, James, Dangerfield, dem ehemaligen Hollywood-Brats-Keyboarder Casino Steel und verschiedenen Schlagzeugern, darunter Honest John Plain und Geir Waade, auf den auch der Bandname zurückging.
Steel, Dangerfield, Plain und Waade verließen schließlich die Band, um The Choirboys zu gründen, aus denen später ohne Waade The Boys entstanden. Währenddessen stieß der Gitarrist Bryan James (eigentlich Brian Robertson) zur Band.
In den folgenden Monaten kamen und gingen verschiedenste Musiker, so die Schlagzeuger Terry Chimes, Topper Headon, John Towe, Roland Hot und Rat Scabies, der spätere Rich-Kids-Gitarrist Steve New, Keith Levene und Paul Simonon, ohne dass die Band ein einziges Konzert spielte.
Im Januar 1976 ging schließlich auch Bryan James, um mit Scabies The Subterraneans zu gründen, aus denen schließlich The Damned wurden. Tony James und Towe gingen zu Chelsea und der Rest gründete schließlich The Clash.
2003 fanden Jones und Tony James in der Band Carbon/Silicon wieder zusammen.

## Name
Das SS im Bandnamen stand angeblich für Social Security und nicht im Zusammenhang mit der Schutzstaffel der NSDAP. Da die Bandmitglieder zu Provokationszwecken Hakenkreuze trugen, wird diese Aussage als Schutzbehauptung gesehen.

## Einfluss
Mit Ausnahme eines Demo-Tapes in der Besetzung Jones, James, James und Hot gab es keine Plattenaufnahmen von London SS. Die Aufnahmen bestanden größtenteils aus MC5-Coverversionen und der Eigenkomposition Protex Blue. Laut Bryan James waren sie nur damit beschäftigt „all diese Idioten vorspielen zu lassen, die keine Ahnung hatten“. Manager Bernie Rhodes bezeichnete die Band als „einen Haufen Scheiße“ (a load of bollocks). Dennoch kann man die Band als Schmelztiegel der englischen Punk-Szene bezeichnen, da diverse spätere Größen daran beteiligt waren. Dies ist insbesondere Malcolm McLaren und Bernie Rhodes zu verdanken, die beide versuchten, aus den Überresten von London SS eine Art Umfeld für die Sex Pistols zu schaffen, damit diese sich an die Spitze der neu aufkommenden Punk-Bewegung stellen konnten. Ehemalige Bandmitglieder spielten in Bands wie Rich Kids, Chelsea und Generation X. Direkt aus London SS gingen The Boys, The Damned und The Clash hervor.